# Доминикско-индийские отношения
Доминикско-индийские отношения — двусторонние дипломатические отношения между Доминикой и Индией, республиками Содружества. Верховная комиссия Индии, находящаяся в тринидадской столице Порт-оф-Спейн, одновременно аккредитована и в Доминике. Ни одна из стран не имеет постоянного дипломатического представительства другой страны.

## История
Доминика и Индия установили дипломатические отношения в 1981 году.
В октябре 2011 года Департамент сельскохозяйственных исследований и образования Индии и Отдел сельского хозяйства Доминики подписали Меморандум о взаимопонимании и сотрудничестве в области образования и исследований в области сельского хозяйства и смежных областях. Некоторые доминикские и индийские СМИ сообщили в ноябре 2011 года, что Давуд Ибрагим получил доминикский паспорт. 13 ноября 2011 года премьер-министр Доминики Рузвельт Скеррит официально опроверг сообщения о том, что правительство провело «тщательное расследование этого вопроса». Премьер-министр также обвинил доминиканского экономиста Томпсона Фонтейна в том, что тот распространял ложные сведения.
Рузвельт Скеррит посетил Индию с частным визитом 22-26 февраля 2016 года. Он был главным гостем на 6-м созыве Прекрасного профессионального университета в Джаландхаре. Во время церемонии Университет присудил Скерриту степень доктора наук Honoris Causa. Скеррит посетил Золотой Храм в Амритсаре 22 февраля. Также премьер-министр посетил несколько обедов и ужинов, устроенных в его честь представителями индийского делового сообщества. 25 февраля в Дели государственный министр устроил обед для Скеррита.

## Торговля
Двусторонняя торговля между Доминикой и Индией в 2015—2016 годах составила 1,57 млн долларов США. Индия экспортировала в Доминику товаров на 1,47 миллиона долларов и импортировала на 100 тысяч долларов. Основными товарами, экспортируемыми Индией в Доминику, являются фармацевтическая продукция, ювелирные изделия, готовая одежда, текстиль и предметы интерьера. Импортирует Индия из Доминики, в основном, металлолом и пластмассовые изделия.
Gujarat Apollo Industries Company Ltd. построила асфальтобетонный завод в Доминике.
В феврале 2016 года Доминика учредила Индо-Доминикскую торговую палату с целью содействия двусторонней торговле, коммерции, туризму и производственным отношениям.

## Культурные отношения
По состоянию на декабрь 2016 года в Доминике проживает около 50 человек индийского происхождения. Также в стране проживает несколько семей индийских граждан. Индийское население Доминики — потомки синдхов — занимается бизнесом или работает преподавателями в Медицинском университете Росса.

## Иностранная помощь
После того, как на Доминику в декабре 2011 года обрушился ураган Офелия, Индия пожертвовала 100 000 долларов США на восстановление доминикской экономики. В декабре 2013 года Доминика серьёзно пострадала от наводнений, а 24 декабря на остров вдобавок обрушился тропический шторм Эрика: Индия пожертвовала 300 000 и 200 000 долларов США на восстановление доминикского государства соответственно.
Эксперт по сельскому хозяйству и садоводству из Национального исследовательского центра бананов в Тируччираппалли посетил Доминику в январе 2011 года по просьбе правительства островного государства, чтобы проконсультировать Доминику по вопросам садоводства. В октябре 2011 года правительства двух стран подписали Меморандум о взаимопонимании, в котором согласились создать Центр передового опыта в области информационных технологий в Доминике при поддержке Индии. Центр был построен за 7 миллионов долларов и был официально открыт в Государственном колледже Доминики в Розо премьер-министром Скерритом 3 июня 2016 года. Центром управляют граждане Индии. На церемонии инаугурации Скеррит пообещал использовать предстоящий срок Доминики в качестве председателя Карибского сообщества с 1 июля 2016 года для укрепления отношений между Сообществом и Индией. Называя Индию «дорогим партнёром и другом», который помогает в развитии Доминики, Скеррит добавил: «Я заявляю вам, что мы всегда будем благодарны Индии за щедрость и должен добавить, что Индия может положиться на Доминику во многих международных вопросах».
По просьбе правительства Содружества Доминики, Индия утвердила схему предоставления субсидий для поставок лекарств в государственные больницы страны. По этой схеме в Доминику было отправлено несколько партий лекарств.
Премьер-министр Доминики Скеррит пожертвовал 1 500 000 рупий (21 000 долларов США) благотворительному обществу Пингалвара во время своего визита в Индию 22 февраля 2016 года.
Граждане Доминики имеют право на получение стипендий в рамках Индийской программы технического и экономического сотрудничества. Самыми популярными курсами ИПТЭК среди доминикцев являются курсы информационных технологий, бухгалтерского учёта и управления финансами, курсы по развитию человеческих ресурсов, малого и среднего бизнеса.